# The White Sister (pel·lícula de 1923)
The White Sister és una pel·lícula muda dirigida per Henry King i protagonitzada per Lillian Gish i Ronald Colman, entre d'altres. La pel·lícula, basada en la novel·la homònima (1901) de F. Marion Crawford, es va estrenar el 5 de setembre del 1923. Es tracta de la primera pel·lícula de Lillian Gish després d'abandonar el director D.W. Griffith.

## Argument
A Nàpols, Angela Chiaromonte i el capità Giovanni Severini estan profundament enamorats però el pare d'ella, el príncep Chiaromonte, desconeix aquest fet i concerta el matrimoni de la seva filla amb el fill del comte del Ferice. Poc després el príncep mor en un accident. Mentre Angela es lamenta de la mort del seu pare, la seva germanastra, la marquesa di Mola, remena entre els papers del pare i en crema secretament. Poc dies després, com que no ha estat possible trobar un testament, la marquesa hereta tots els bens del pare ja que el segon matrimoni del príncep no havia passat pel registre civil. En vista que Angela passa a ser una noia il·legítima i sense fortuna, el comte del Ferice trenca el compromís entre aquesta i el seu fill.
La marquesa fa fora Angela de la casa aquell mateix dia revelant-li que ella sempre l'ha odiat per haver-la suplantat en l'afecte del seu pare i en el de Giovanni, l'únic home que mai ha estimat. La senyora Bernard, acompanyant i amiga d'Angela, l'acull a casa seva. Giovanni l'acaba trobant però només pot donar-li males notícies: ha estat designat per comandar una expedició a l'Àfrica i ha de marxar l'endemà al matí. Ell però li promet que l'endemà que tornin es casaran.
Un cop a l'Àfrica, el seu campament és atacat pels àrabs i els diaris italians anuncien que ningú ha sobreviscut a la massacre. En saber-ho Angela cau en un estat catatònic i es portada a l'hospital de Santa Giovanna d'Aza, regentat per monges. Passats alguns dies, el pintor Durand, enamorat secret d'Angela, li pinta un retrat de Giovanni i el porta a l'hospital, amb l'esperança que l'ajudarà. Angela, al principi, creu que és ell en persona i besa el retrat repetidament fins a perdre de nou els sentits. Passat un temps, ella informa mossèn Seracinesca, un antic amic de la família, que té la intenció de ser monja, una germana blanca, en honor de Giovanni.
Giovanni, però, no és mort sinó que ha estat capturat. Durant tres anys malviu com a captiu fins que en morir l'únic camarada pres que està amb ell té l'oportunitat d'escapar. En el vaixell de tornada a Itàlia, se li ordena de no parlar amb ningú fins que s'hagi entrevistat amb el ministre de la guerra. El mateix dia que arriba, Angela pren els seus vots definitius en una cerimònia solemne.
El germà gran de Giovanni, el professor Ugo Severi, cau malalt després d'anys d'investigació al Mont Vesuvi i és portat a l'hospital de Santa Giovanna d'Aza. Giovanni el visita allà i, per casualitat, es troba amb Angela. Després del xoc inicial, l'abraça i intenta besar-la. Ella al principi li correspon, però després recorda els seus vots i s'escapa cap a la seva habitació. El pare Saracinesca impedeix que Giovanni la segueixi explicant-li que Angela ara és una monja. Giovanni es nega a acceptar-ho. Amb un engany atreu Angela a l'observatori del seu germà i intenta que signi una petició al Papa demanant-li que l'alliberi dels seus vots, però ella s'hi nega. Quan Giovanni veu que totes les seves súpliques no serveixen per a res, la deixa marxar. Aleshores la marquesa tracta de convèncer mossèn Saracinesca que Angela ha anat de bon grat a trobar-se amb Giovanni a l'observatori però ell no la creu.

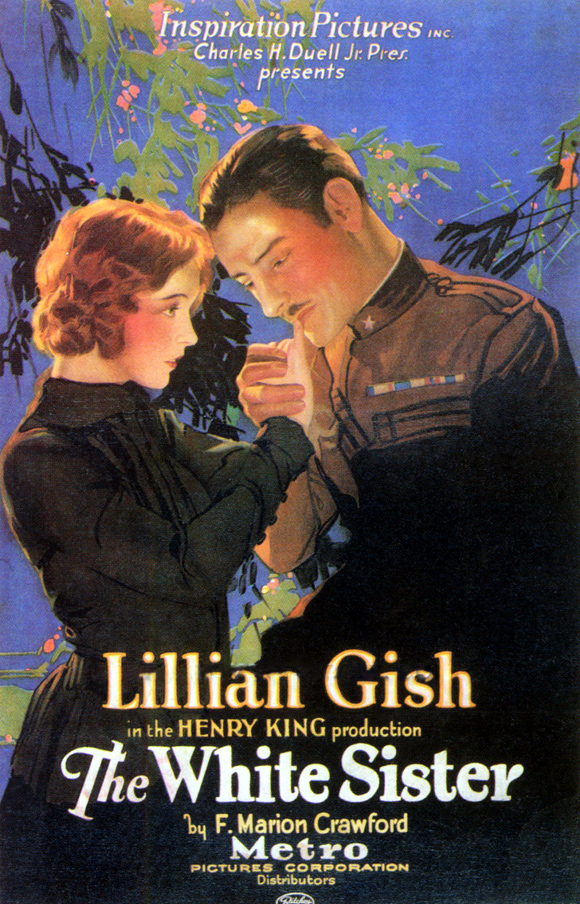
Cartell de la pel·lícula

Mentrestant, Giovanni s'adona que la invenció del seu germà indica que Vesuvi està a punt d'erupcionar. Surt corrents per avisar la gent del poble, avançant Saracinesca pel camí. La marquesa té un accident amb la seva carrossa quan els seus cavalls es desboquen sorpresos per un llamp. Malferida, s'arrossega fins una església solitària amb l'esperança de trobar un confessor que la deslliuri dels seus pecats. Per casualitat, Angela ha buscat refugi allà. En no reconèixer-la, la marquesa confessa que va cremar el testament del pare per odi i li demana si creu que la seva germana la podrà perdonar. Després d'uns instants d'indecisió, Angela, abans de morir la seva germana, li assegura que ho farà. Es produeix l'erupció del Vesuvi i la lava destrueix un dipòsit d'aigua. Tot i això, Giovanni ha arribat a temps i la majoria de la població es pot salvar. Giovanni però s'ofega intentant ajudar una mare amb els seus fills. Després, Àngela demana a Déu que el mantingui segur fins que es puguin reunir.

## Repartiment
- Lillian Gish (Angela Chiaromonte)
- Ronald Colman (capità Giovanni Severini)
- Gail Kane (Marquesa di Mola)
- J. Barney Sherry (Monsenyor Saracinesca)
- Charles Willis Lane (príncep Chiaromonte)
- Juliette La Violette (Madame Bernard)
- Gustavo Serena (professor Ugo Severi)
- Alfredo Bertone (Filmore Durand)
- Bonaventura Ibáñez (comte del Ferice)
- Alfredo Martinelli (Alfredo del Ferice)
- Ida Carloni Talli (mare superiora)
- Giovanni Viccola (general Mazzini)
- Antonio Barda (tutor d'Alfredo
- Giacomo D'Attino (procurador del príncep)
- Michele Gualdi (procurador del comte)
- Giuseppe Pavoni (arquebisbe)
- Francesco Socinus (professor Torricelli)
- Sheik Mahomet (cap dels beduïns)
- James E. Abbe (tinent Rossini)
- W. Duncan Mansfield (comandant Donato)
- Ferruccio Biancini
- Thelma Raye

## Producció
La pel·lícula es va rodar a Itàlia durant tres mesos. La riuada es va filmar a Rocca di Papa, alavora de Roma i altres escenes es van filmar a Nàpols. Tot l'equip doncs es va traslladar en vaixell a Itàlia.
Aquesta va ser la primera pel·lícula de Gish un cop va abandonar Griffith. Tot i que tenia altres ofertes, en llegir el guió va acceptar la de Inspiration Pictures per un sou menor, de 1250 dòlars a la setmana més un 15% dels beneficis si la pel·lícula arribava a certa recaudació. Inspiration Pictures va comprar els drets de la novel·la per 16.000 dòlars just dues setmanes abans que William Randolph Hearst oferís adquirir-los.
El protagonista masculí, havia de ser algú amb aspecte italià, no va ser trobat fins poques setmanes abans de la sortida cap a Itàlia. L'escollit va ser Roger Colman, tot i les reticències de Gish perquè havia treballat molt poc pel cinema i tenia una manera de fer molt anglesa. A més, tenia contracte a Broadway. Gish es va encarregar personalment de parlar amb el productor, Gilbert Miller, i un divendres va aconseguir alliberar-lo per a la pel·lícula a temps per marxar aquell dissabte amb el vaixell. Durant el viatge, va es va acondicionar una part del vaixell per assajar escences amb Colman i així suplir la manca d'experiència cinematogràfica de l'actor. A més King li va suggerir que es deixés un bigoti finet per semblar més italià, que a partir d'aquell moment va esdevenir un dels distintius de l'actor. Més endavant, en l'escena en que el capità Severini intenta seduir Angela quan ja és una monja, King va fer veure licor a l'actor per tal que l'escena fos més apassionada.
En el vaixell Gish va conèixer monsenyor Bonzano, que es dirigia al Vaticà i que es va oferir a fer d'intermediari amb l'església i el feixistes i a ajudar en les localitzacions. També va aconseguir que l'actriu i el director assistissin a una cerimònia de presa de vots d'una novícia, que va ser molt útil per a l'escena de presa de vots d'Angela.